# جدار شارل الخامس في باريس

الجدران المتعاقبة لباريس خلال الزمن. اللون الأسود هو الجدار الغالو روماني في جزيرة المدينة.
اللون الأحمر الذي يله هو جدار فيليب أوغسطس.
اللون البرتقالي هو جدارنا جدار (جدار شارل الخامس) مع توسع 1640 الواضح على اليسار. وفي المتتصف جدار لويس الثالث عشر. وأخيراً الجدار الذي بني بين أعوام 1784 و 1790 وهو ما يسمى البريفريك الآن. آخر لون هو حدود باريس الآن.

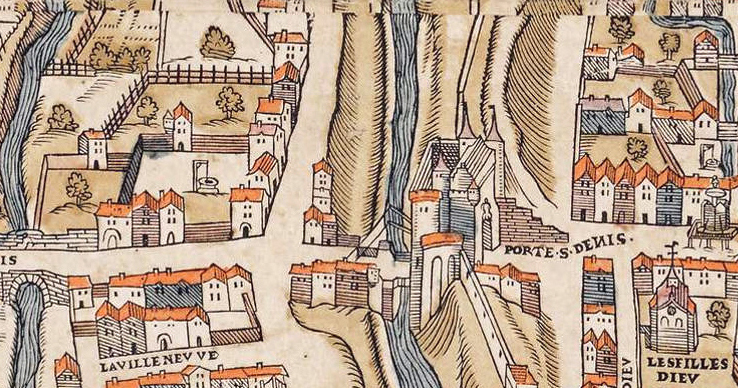
مخطط لجزء من السور عند باب سان دوني في شمال باريس آنذاك في عام 1550

جدار شارل الخامس  بالفرنسية (Enceinte de Charles V) جدار شارل الخامس، الذي بني بين أعوام 1356-1383، هو واحد من سبعة جداران كبيرة كانت تحيط باريس زمنيا. بُني ليعطي لباريس مساحة أكبر وليستبدل جدار فيليب أوغسطس على الضفة اليمنى من نهرالسين. في عام 1640 خضع الجدار لتوسيع جديد إذ تم تمديد الجزء الغربي منه إلى ما يسمي جدار لويس الثالث عشر وهذا الجدار الجديد هُدّم في عام 1670، لفسح المجال لبناء الشوارع الكبرى أو ما سمي لاحقاً بالبولفارد.
كان هذا الجدار واحد من المعالم الأكثر تمثيلاً للفن الرسمي في وقته. كما أن ما بقي منه يعتبر كأحد المعالم السياحية والمواقع الأثرية في باريس.

## الجدار القديم لفيليب أوغسطس

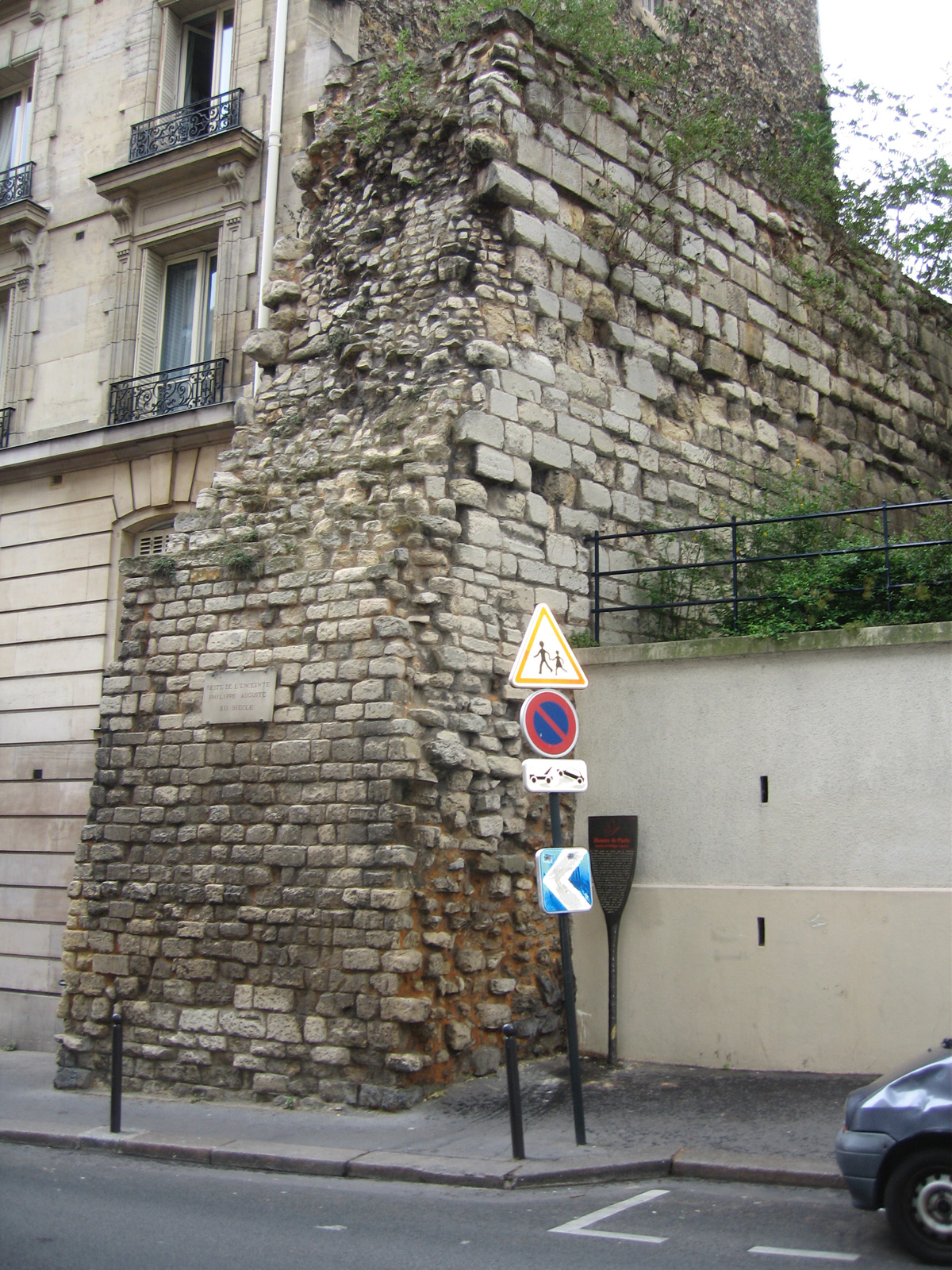
بقايا سور فيليب أوغسطس في شارع كلوفيس في الدائرة الخامسة قرب كوليج دو فرانس وشارع موفتار

جدار فيليب أوغست في باريس، أنشأ في بداية القرن الثالث عشر، وكان بداخله أيضاً مساحة 253 هكتار من الأراضي الصالحة للزراعة مزروعة بالكروم والهدف منه هو السماح للسكان لمقاومة حصار ممكن. لكن على مرّ السنين، تم استبدال هذه الحقول ببيوت ودفعت المحاصيل خارج أسوار المدينة. وبسبب الضواحي التي كانت تنمو بسرعة، لا سيما سانت أونوريه، في الغرب. لم يعد من الممكن احتواء النمو السكاني داخل المدينة. أيضا، مع حرب المائة عام، أصبح من الضروري بناء سياج جديد لحماية عاصمة مملكة فرنسا.

## التاريخ

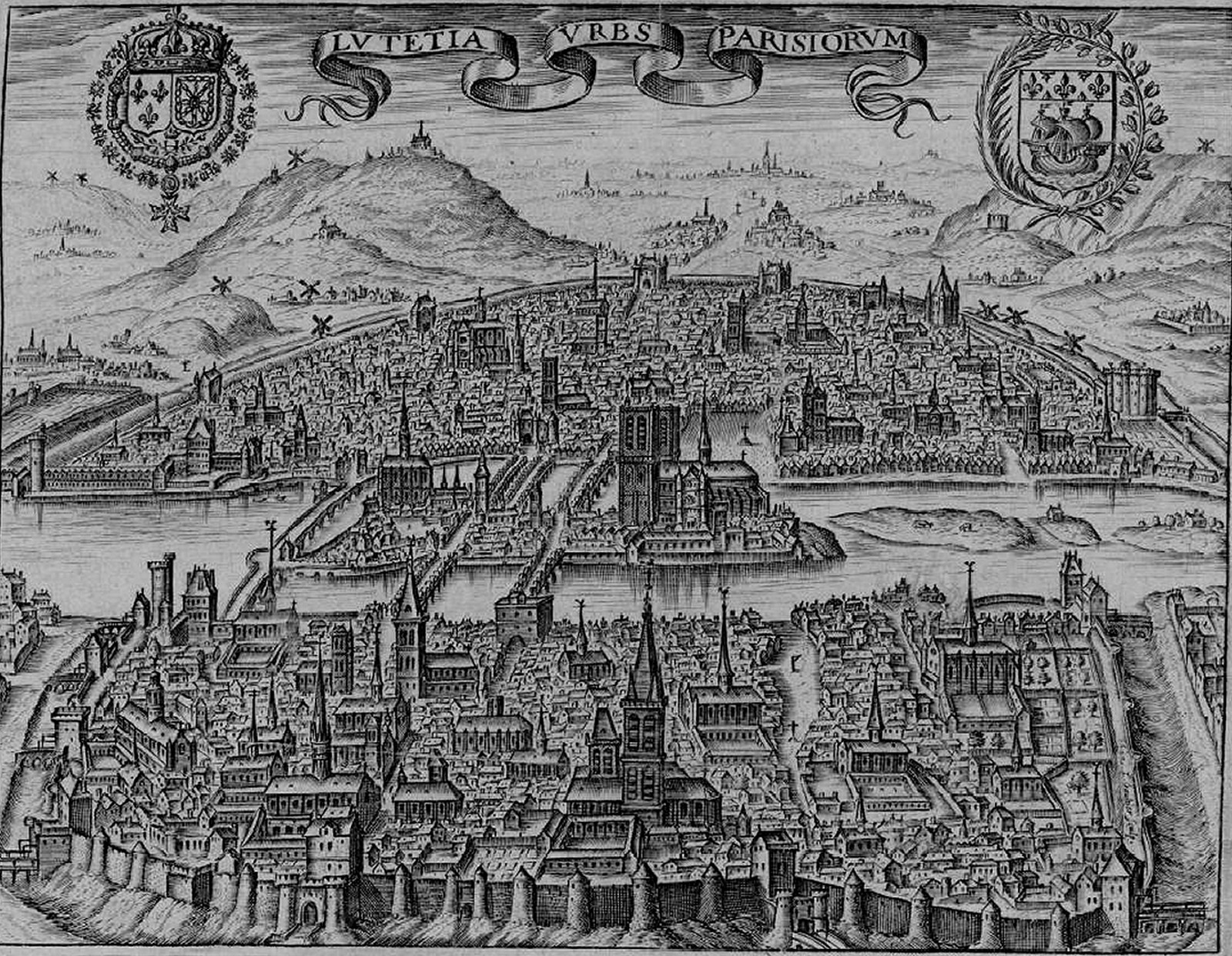
منظر لباريس مع جدار شارل الخامس

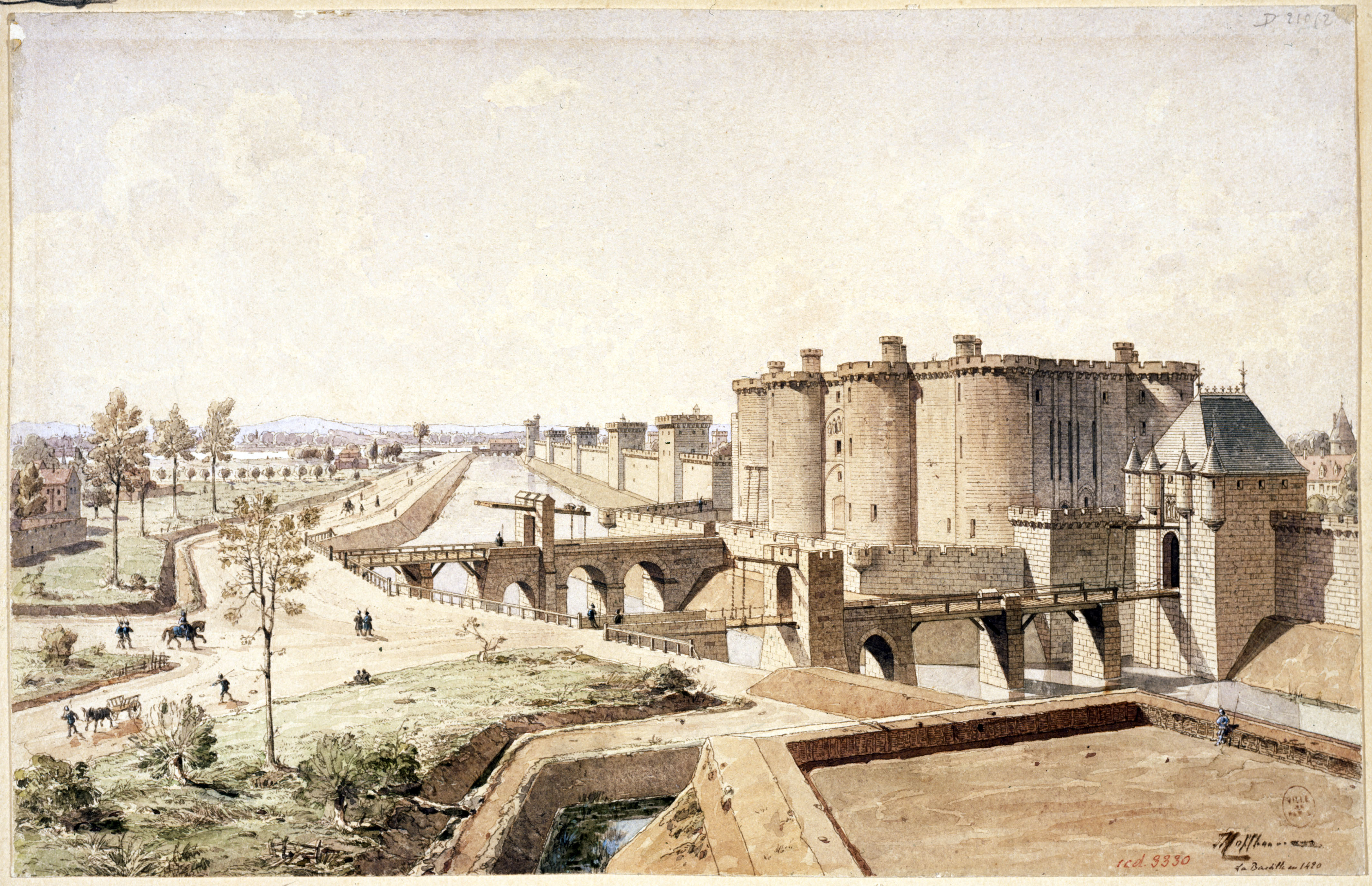
الجدار عند الباستيل في عام 1420

في أعقاب معركة وقعت في مدينة بواتييه عام 1356، بدأ إتيان مارسيل، وهو شيخ التجار ببناء سور الأرض الأول والخندق ( وهذا ما وجدته الحفريات في كروسيل اللوفر في عام 1990 حيث وجد خندق بعمق 12.70 متراً) 1356-1358، على بعد 500 متر بعد جدار فيليب أوغست وبالتالي يعطي لباريس توسعاً جديداً . وبالتحديد الجانب الأيمن فقط كان قد تأثر بتوسع عمراني . في زمن الملك شارل الخامس، في عام 1358 أضيف إليه خندق مائي يُملئ من نهر السين مباشرة. وتم الانتهاء من العمل في عام 1420 تحت حكم شارل السادس.